# Gerd Nefzer
Gerd Nefzer (Schwäbisch Hall, 5 luglio 1965) è un effettista tedesco, vincitore di tre Premi Oscar ai migliori effetti speciali.

## Biografia
Gerd Nefzer è nato il 5 luglio 1965 a Schwäbisch Hall. Ha studiato ingegneria agraria e ha iniziato la sua carriera lavorativa come agricoltore. Negli anni '80, è entrato a far parte della società Nefzer Special Effects , fondata dal suocero Karl Nefzer nel 1968. Nel 2018 ha vinto l'Oscar ai migliori effetti speciali per Blade Runner 2049, per poi rivincerlo nel 2022 per Dune.

## Filmografia

### Cinema
- Eye of the Widow, regia di Andrew V. McLaglen (1991)
- Così lontano così vicino (In weiter Ferne, so nah!), regia di Wim Wenders (1993)
- La storia infinita 3 (The NeverEnding Story III), regia di Peter MacDonald (1994)
- La promessa (Das Versprechen), regia di Margarethe von Trotta (1995)
- Rob Roy, regia di Michael Caton-Jones (1995)
- Happy Weekend, regia di Ed Herzog (1996)
- Conversation with the Beast, regia di Armin Mueller-Stahl (1996)
- L'orco - The Ogre (Der Unhold), regia di Volker Schlöndorff (1996)
- La bella straniera (Victory), regia di Mark Peploe (1996)
- Rossini, regia di Helmut Dietl (1997)
- Lorenz im Land der Lügner, regia di Jürgen Brauer (1997)
- Bandits, regia di Katja von Garnier (1997)
- K, regia di Alexandre Arcady (1997)
- Die Apothekerin, regia di Rainer Kaufmann (1997)
- 23 - Nichts ist so wie es scheint, regia di Hans-Christian Schmid (1998)
- Jimmy the Kid, regia di Wolfgang Dickmann (1998)
- Bis zum Horizont und weiter, regia di Peter Kahane (1999)
- Nachtgestalten, regia di Andreas Dresen (1999)
- Long Hello and Short Goodbye, regia di Rainer Kaufmann (1999)
- St. Pauli Nacht, regia di Sönke Wortmann (1999)
- Hinter dem Regenbogen, regia di Jan Peter (1999)
- Schnee in der Naujahrsnacht, regia di Thorsten Schmidt (1999)
- Anatomy, regia di Stefan Ruzowitzky (2000)
- Il silenzio dopo lo sparo (Die Stille nach dem Schuss), regia di Volker Schlöndorff (2000)
- Otto - Der Katastrofenfilm, regia di Edzard Onneken (2000)
- 27 baci perduti (27 Missing Kisses), regia di Nana Džordžadze (2000)
- Lost Killers, regia di Dito Tsintsadze (2000)
- The Unscarred, regia di Buddy Giovinazzo (2000)
- Il nemico alle porte (Enemy at the Gates), regia di Jean-Jacques Annaud (2001)
- Solo per il successo (Viktor Vogel - Commercial Man), regia di Lars Kraume (2001)
- Buffalo Soldiers, regia di Gregor Jordan (2001)
- Resident Evil, regia di Paul W. S. Anderson (2002)
- Equilibrium, regia di Kurt Wimmer (2002)
- Anatomy 2, regia di Stefan Ruzowitzky (2003)
- Il giro del mondo in 80 giorni (Around the World in 80 Days), regia di Frank Coraci (2004)
- Alien vs. Predator, regia di Paul W. S. Anderson (2004)
- Flightplan - Mistero in volo (Flightplan), regia di Robert Schwentke (2005)
- Æon Flux - Il futuro ha inizio (Æon Flux), regia di Karyn Kusama (2005)
- Eragon, regia di Stefen Fangmeier (2006)
- Ein fliehendes Pferd, regia di Rainer Kaufmann (2007)
- Le cronache di Narnia - Il principe Caspian (The Chronicles of Narnia: Prince Caspian), regia di Andrew Adamson (2008)
- Krabat e il mulino dei dodici corvi (Krabat), regia di Marco Kreuzpaintner (2008)
- The International, regia di Tom Tykwer (2009)
- Bastardi senza gloria (Inglourious Basterds), regia di Quentin Tarantino (2009)
- Il nastro bianco (Das weiße Band - Eine deutsche Kindergeschichte), regia di Michael Haneke (2009)
- Pandorum - L'universo parallelo (Pandorum), regia di Christian Alvart (2009)
- Ninja Assassin, regia di James McTeigue (2009)
- La papessa (Die Päpstin), regia di Sönke Wortmann (2009)
- Poll, regia di Chris Kraus (2010)
- Hanna, regia di Joe Wright (2011)
- Sua Maestà (Your Highness), regia di David Gordon Green (2011)
- I tre moschettieri (The Three Musketeers), regia di Paul W. S. Anderson (2011)
- Anonymous, regia di Roland Emmerich (2011)
- 205 - Zimmer der Angst, regia di Rainer Matsutani (2011)
- The Apparition, regia di Todd Lincoln (2012)
- Hansel & Gretel - Cacciatori di streghe (Hansel & Gretel: Witch Hunters), regia di Tommy Wirkola (2013)
- Die Hard - Un buon giorno per morire (A Good Day to Die Hard), regia di John Moore (2013)
- Monuments Men (The Monuments Men), regia di George Clooney (2014)
- Grand Budapest Hotel (The Grand Budapest Hotel), regia di Wes Anderson (2014)
- Coming In, regia di Marco Kreuzpaintner (2014)
- Hunger Games - Il canto della rivolta - Parte 1 (The Hunger Games: Mockingjay - Part 1), regia di Francis Lawrence (2014)
- Affare fatto (Unfinished Business), regia di Ken Scott (2015)
- Il ponte delle spie (Bridge of Spies), regia di Steven Spielberg (2015)
- Hunger Games - Il canto della rivolta - Parte 2 (The Hunger Games: Mockingjay - Part 2), regia di Francis Lawrence (2015)
- Captain America: Civil War, regia di Anthony e Joe Russo (2016)
- La cura dal benessere (A Cure for Wellness), regia di Gore Verbinski (2016)
- Berlin Falling, regia di Ken Duken (2017)
- Blade Runner 2049, regia di Denis Villeneuve (2017)
- Red Sparrow, regia di Francis Lawrence (2018)
- Millennium - Quello che non uccide (The Girl in the Spider's Web), regia di Fede Álvarez (2018)
- I pesci rossi (The Goldfish), regia di Alireza Golafshan (2019)
- Senza rimorso (Without Remorse), regia di Stefano Sollima (2021)
- Dune, regia di Denis Villeneuve (2021)
- John Wick 4 (John Wick: Chapter 4), regia di Chad Stahelski (2023)
- Dune - Parte due (Dune: Part Two), regia di Denis Villeneuve (2024)

### Televisione
- Danubio blu (The Strauss Dynasty) - miniserie TV, 7 episodi (1991)
- Nach uns die Sintflut, regia di Sigi Rothemund - film TV (1996)
- Back to the Secret Garden, regia di Michael Tuchner - film TV (2000)
- Inspektor Rolle - serie TV, episodio 1x01 (2002)
- 1899 - serie TV, 8 episodi (2022)

### Cortometraggi
- Der Templer, regia di Sebastian Henckel-Donnersmarck (2002)
- Highway, regia di Xavier Koller (2002)

## Riconoscimenti
- Premio Oscar
  - 2018 - Migliori effetti speciali per Blade Runner 2049
  - 2022 - Migliori effetti speciali per Dune
  - 2025 - Migliori effetti speciali per Dune - Parte due
- Premi BAFTA
  - 2019 - Migliori effetti speciali per Blade Runner 2049
  - 2022 - Migliori effetti speciali per Dune
  - 2025 - Candidatura ai migliori effetti speciali per Dune - Parte due
- Critics' Choice Awards
  - 2025 - Candidatura ai migliori effetti speciali per Dune - Parte due
- Saturn Award
  - 2018 - Candidatura ai migliori effetti speciali per Blade Runner 2049
  - 2025 - Candidatura ai migliori effetti speciali per Dune - Parte due